# Lijst van boktorren in Nederland

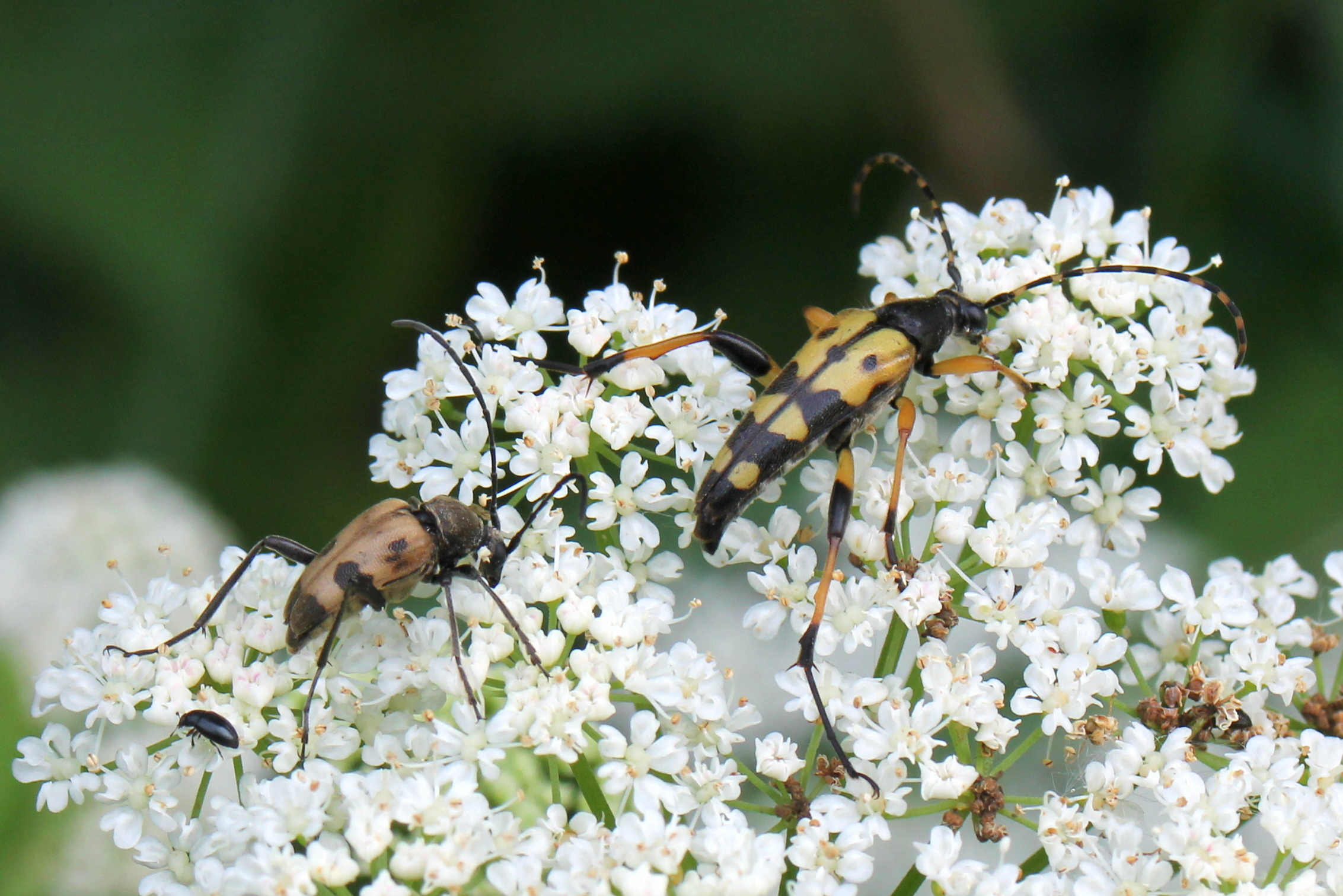
Een korte smalboktor en een geringelde smalbok op een schermbloem in De Brand, Noord-Brabant

Dit is een lijst van boktorren (Cerambycidae) in Nederland. De lijst is gebaseerd op het Nederlands Soortenregister en bevat 128 soorten die in het wild zijn aangetroffen. Van 86 soorten is bekend dat zij inheems zijn of langer dan tien jaar zijn gevestigd. Deze soorten zijn in de lijst vet gemarkeerd. Exoten zijn gemarkeerd met een asterisk (*).

## OnderfamilieCerambycinae
- Anaglyptus mysticus (mierenboktor)
- Aromia bungii
- Aromia moschata (muskusboktor)
- Bardistus cibarius*
- Callidiellum rufipenne
- Callidium aeneum (gerimpelde metaalboktor)
- Callidium violaceum (paarse metaalboktor)
- Cerambyx cerdo* (heldenboktor)
- Cerambyx scopolii (eikenboktor)
- Chlorophorus annularis*
- Chlorophorus diadema*
- Chlorophorus varius (kommawespenboktor)
- Clytus arietis (kleine wespenbok)
- Glaphyra umbellatarum (loofkortschildboktor)
- Gracilia minuta* (mandenboktor)
- Hylotrupes bajulus (huisboktor)
- Megacyllene falsa*
- Molorchus minor (kleine kortschildbok)
- Nathrius brevipennis* (manden-kortschildboktor)
- Obrium brunneum (bruine soldaatboktor)
- Obrium cantharinum (rode soldaatboktor)
- Phoracanta semipunctata*
- Phymatodes testaceus (veranderlijke boktor)
- Plagionotus arcuatus (grote wespenboktor)
- Plagionotus detritus (gele wespenboktor)
- Poecilium alni (elzenboktor)
- Poecilium lividum*
- Pyrrhidium sanguineum (vuurboktor)
- Ropalopus clavipes (zwarte knotsdijboktor)
- Stenopterus rufus (smalvleugelige bok)
- Stromatium unicolor*
- Trichoferus campestris*
- Trichoferus griseus*
- Trichoferus holosericeus*
- Xylotrechus antilope (eikenwespboktor)
- Xylotrechus arvicola (dwarsvlek-wespenboktor)
- Xylotrechus rusticus

## OnderfamilieLamiinae
- Acanthocinus aedilis (timmerbok)
- Acanthocinus griseus*
- Agapanthia cardui
- Agapanthia intermedia (beemdkroonboktor)
- Agapanthia villosoviridescens (gewone distelboktor)
- Anaesthetis testacea (twijgenboktor)
- Anoplophora chinensis* (Oost-Aziatische boktor)
- Anoplophora glabripennis* (loofhoutboktor)
- Apriona japonica*
- Apriona rugicollis*
- Batocera lineolata*
- Calamobius filum (zuidelijke halmboktor)
- Exocentrus adspersus (eiken-ruigsprietboktor)
- Iberodorcadion fuliginator (aardbok)
- Lagocheirus araneiformis*
- Lamia textor (weverbok)
- Leiopus femoratus (kleine nevelvlekboktor)
- Leiopus linnei
- Leiopus nebulosus (nevelvlekboktor)
- Mesosa nebulosa (Grijze schorsboktor)
- Monochamus alternatus* (Japanse geelschildboktor )
- Monochamus galloprovincialis* (dennen-geelschildboktor)
- Monochamus sartor*
- Monochamus sutor* (sparrenboktor)
- Monochamus urussovii* (noordelijke geelschildboktor)
- Morinus asper*
- Niphona furcata*
- Oberea linearis (hazelaarboktor)
- Oberea oculata (oogvlekboktor)
- Opsilia coerulescens (slangenkruidboktor)
- Phytoecia cylindrica (groene kruidenboktor)
- Phytoecia nigricornis
- Pogonocherus decoratus (behaarde borstelboktor)
- Pogonocherus fasciculatus (zwartkruin-borstelboktor)
- Pogonocherus hispidulus (bonte borstelboktor)
- Pogonocherus hispidus (gewone borstelboktor)
- Pogonocherus ovatus (kale borstelboktor)
- Psacothea hilaris*
- Saperda candida
- Saperda carcharias (grote populierenboktor)
- Saperda octopunctata*
- Saperda populnea (kleine populierenboktor)
- Saperda scalaris (ladderboktor)
- Stenostola dubia (glanzende lindenboktor)
- Tetrops praeustus (gewone dwergboktor)
- Tetrops starkii (essendwergboktor)

## OnderfamilieLepturinae
- Acmaeops marginatus (dennensmalboktor)
- Alosterna tabacicolor (geelpoot-smalboktor)
- Anastrangalia sanguinolenta (bloedrode smalboktor)
- Anoplodera sexguttata (zesvlek-smalboktor)
- Cortodera humeralis (eiken-bloesemboktor)
- Dinoptera collaris (roodblauwe smalboktor)
- Gaurotes virginea
- Grammoptera abdominalis (grijze bloesemboktor)
- Grammoptera ruficornis (gewone bloesemboktor)
- Grammoptera ustulata (gulden bloesemboktor)
- Leptura aethiops (grote zwarte smalboktor)
- Leptura aurulenta
- Leptura quadrifasciata (gevlekte smalboktor)
- Oxymirus cursor (schouderboktor)
- Pachytodes cerambyciformis (korte smalboktor)
- Paracorymbia fulva (synoniem: Stictoleptura fulva; Zwarttip-smalboktor)
- Pedostrangalia revestita (geelkop-smalboktor)
- Pseudovadonia livida (ingekeepte smalboktor)
- Rhagium bifasciatum (bonte ribbelboktor)
- Rhagium inquisitor (grijze ribbelboktor)
- Rhagium mordax (gemarmerde eikenbok)
- Rhagium sycophanta (grote ribbelboktor)
- Rhamnusium bicolor (rode schouderboktor)
- Rutpela maculata (geringelde smalboktor)
- Stenocorus meridianus (slanke schouderboktor)
- Stenocorus quercus*
- Stenurella bifasciata (ruitvlek-smalboktor)
- Stenurella melanura (zwartstreepsmalbok)
- Stenurella nigra (kleine zwarte smalboktor)
- Stictoleptura cordigera*
- Stictoleptura rubra (gewone smalboktor)
- Stictoleptura scutellata
- Strangalia attenuata (slanke smalboktor)

## OnderfamilieNecydalinae
- Necydalis major (houtwespboktor)

## OnderfamiliePrioninae
- Aegosoma scabricorne* (loofreuzenboktor)
- Ergates faber (grote timmerman)
- Prionus coriarius (lederboktor)

## OnderfamilieSpondylidinae
- Arhopalus ferus (zwarte grootoogboktor)
- Arhopalus rusticus (bruine grootoogboktor)
- Asemum striatum (kortsprietboktor)
- Spondylis buprestoides (wortelboktor)
- Tetropium castaneum (gewone dubbeloogboktor)
- Tetropium fuscum (doffe dubbeloogboktor)
- Tetropium gabrieli (larix-dubbeloogboktor)
- Tetropium gracilicorne*

bastaardsnuitkevers · beenderknagers · bladkevers · bladsprietkevers · boksnuittorren · boktorren · kniptorren · loopkevers · (echte) mestkevers · sigarenmakers · snuitkevers · soldaatjes · spitsmuisjes · vliegende herten · totaaloverzicht